# Las Mesas (Castille-La Manche)
Las Mesas est une commune d'Espagne, dans la province de Cuenca, communauté autonome de Castille-La Manche.